# 普罗索察尼
普罗索察尼（希臘語：Προσοτσάνη）是希腊东马其顿和色雷斯大区兹拉马专区的市镇。市镇面积为481.8平方公里，2021年人口数量为10,739人。
现今范围的市镇设立于2011年地方政府改革中，由原两个市镇（普罗索察尼和锡塔格里）合并而成，原市镇则成为此市镇的两个市区。普罗索察尼市区（即原普罗索察尼市镇）的面积为419.0平方公里，2021年人口数量为7,499人。